# Неферкара V Тереру
Неферкара V Тереру — давньоєгипетський фараон з VIII династії.

## Життєпис
Фараон відомий тільки з Абідоського списку. Ані його гробниця, ані пам'ятники, що збереглися від його правління не відомі. Навряд чи його правління перевищувало кілька років.